# Leucippides
Pour les articles homonymes, voir Hilaire et Phœbé.

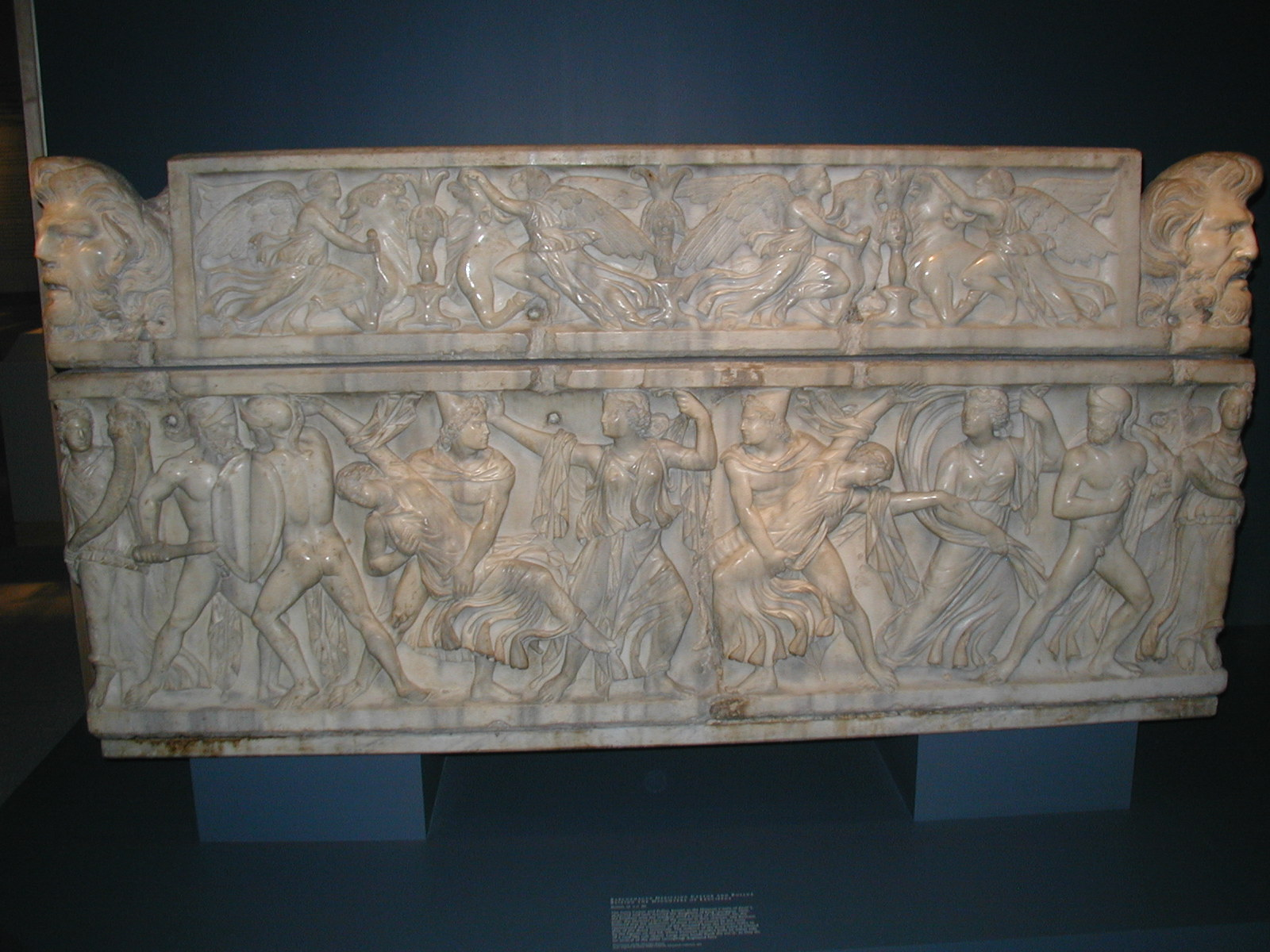
Sarcophage romain avec Castor et Pollux saisissant Phoebe et Hilaera, ca. 160.

Dans la mythologie grecque, les Leucippides étaient les filles de Leucippe (fils de Périérès). Elles s'appelaient Hilaire et Phébé ; une hydrie du Peintre de Meidias les nomme toutefois de façon surprenante Éléra et Ériphyle, peut-être en allusion à la légende d'Ériphyle. Elles sont surtout connues pour leur enlèvement par les Dioscures.

## Étymologie

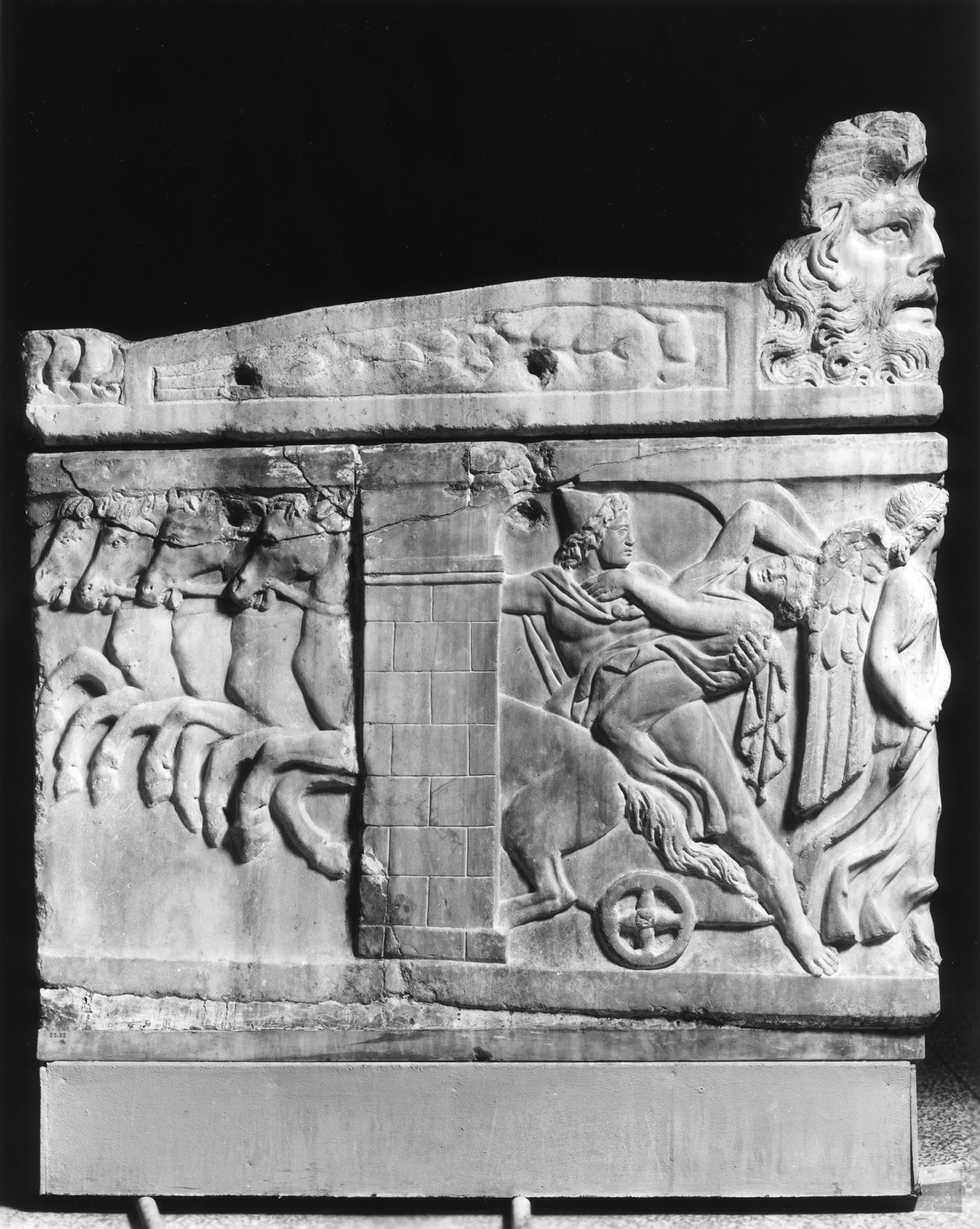
Sarcophage romain avec Castor et Pollux saisissant Phoebe et Hilaera, ca. 160. Partie gauche

Textuellement les « filles de Leukippos » sont les « filles de cheval blanc ». Par leur lien aux Dioscures et la désignation des prêtresses de Sparte appelées les poloi (poulains), elles sont mythiquement immergées dans le symbolisme du cheval.

## Variantes
Il existe plusieurs variantes de l'histoire. Selon l'une d'elles, elles furent enlevées par les Dioscures, après s'être déjà engagées avec leurs cousins, les fils d'Apharée. Il s'ensuit une bataille entre les Apharéides et les Dioscures. Le mythe faisait l'objet d'un culte héroïque à Sparte. Il y était mis en scène sous la forme d'un rite d'initiation des jeunes filles avant leur mariage. Ce mythe est représenté sur plusieurs images peintes sur des céramiques rouges des Ve et IVe siècles av. J.-C.
Les Leucippides avaient à Sparte un temple qui leur était consacré. Les prêtresses qui y étaient attachées s'appelaient elles aussi les Leucippides ou poloi (poulains). Elles étaient associées au culte de Dionysos Kolonatas. L'existence d'un prêtre des Leuccipides et des Dioscures est attestée au IIe siècle. L'origine du culte est peu claire ; peut-être s'agissait-il d'un culte nouveau à Sparte ou de l'héritage d'un culte ancien.
Une autre variante est que selon Pausanias, citant un passage perdu des Chants cypriens, elles sont plutôt les filles d'Apollon.
Hilaire est une prêtresse d'Artémis, tandis que sa sœur Phébé sert le culte d'Athéna. Hilaire a trois fils de Castor : Anogon, Anaxa et Aulothos.

## Sources

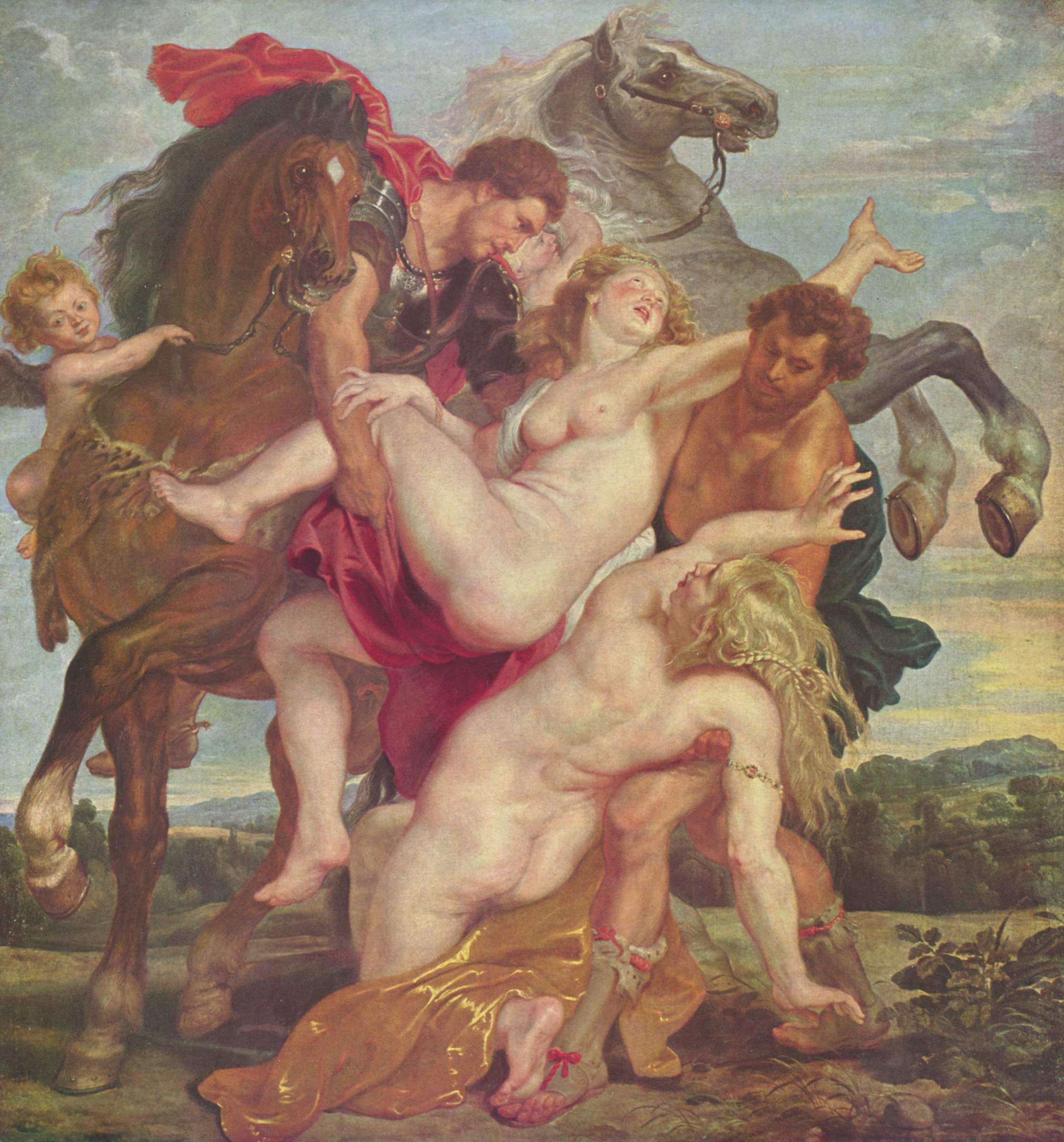
Pierre Paul Rubens, L'Enlèvement des filles de Leucippe, v. 1618-1820, Alte Pinakothek (Munich)

- Pseudo-Apollodore, Bibliothèque [détail des éditions] [lire en ligne] (III, 11, 2).
- Hygin, Fables [détail des éditions] [(la) lire en ligne] (LXXX).
- Pausanias, Description de la Grèce [détail des éditions] [lire en ligne] (III, 16).
- Properce, Élégies [détail des éditions] [lire en ligne] (I, 2, 16).
- (en) Chants cypriens [détail des éditions] [lire en ligne].
- Cet article est partiellement ou en totalité issu de l'article intitulé « Hilaire (mythologie) » (voir la liste des auteurs).